# جفری بلوم

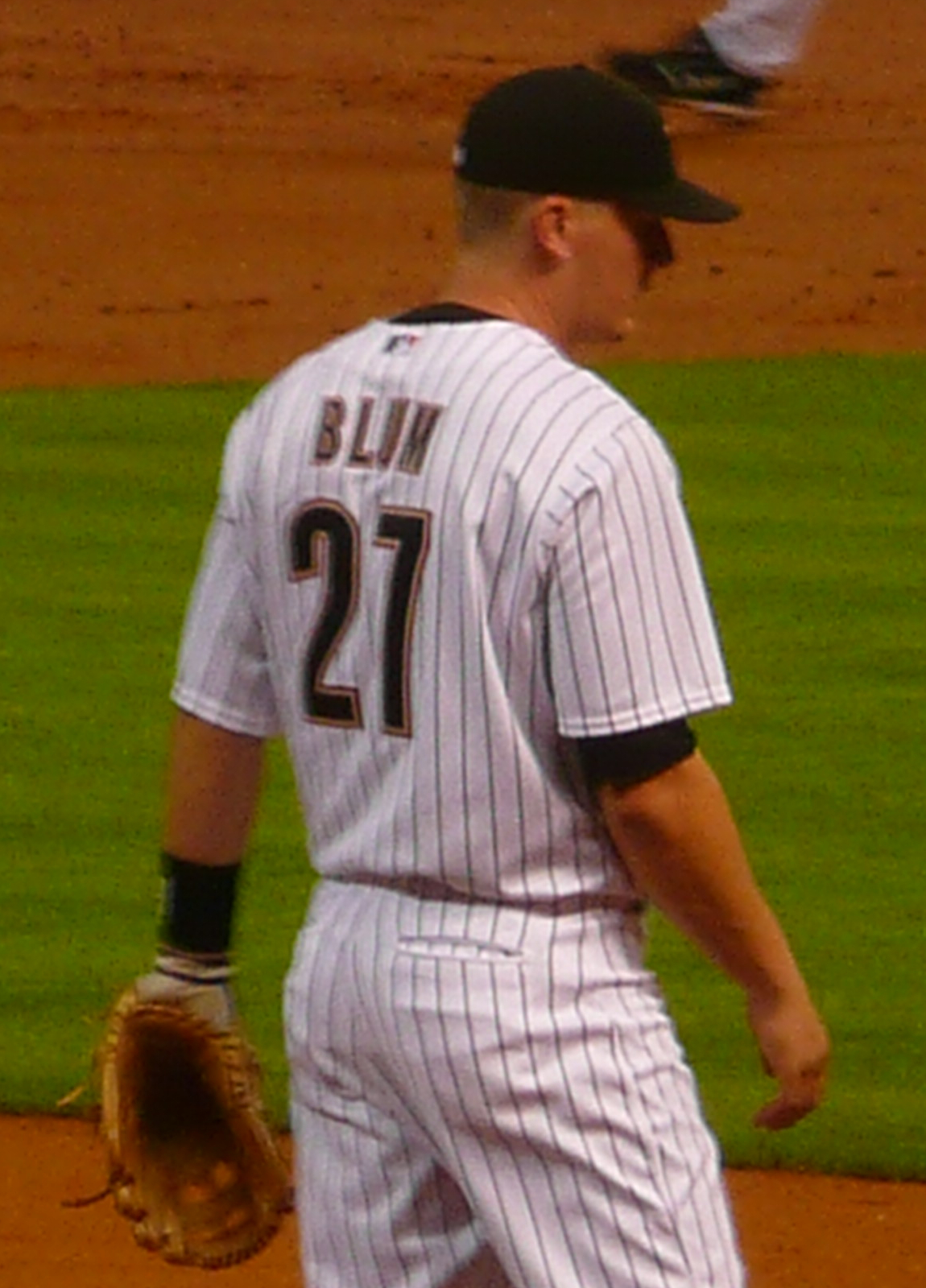
جفری در سال ۲۰۰۸

جفری ادوارد بلوم (زادهٔ ۲۶ آوریل ۱۹۷۳) بازیکن پیشین حرفه‌ای بیسبال در لیگ برتر بیسبال آمریکا است که برای تیم‌های مونترال اکسپوز، هوستون استروس، تیمپای بی دیول ریز، سن دیگو پدرز، شیکاگو وایت ساکس و آریزونا دایموندبکس بازی کرده است. او در حال حاضر تحلیل‌گر تلویزیونی برای تیم هوستون استروس است.

## اوایل زندگی
او در ردوود سیتی متولد شد و در چینو بزرگ شد، او در آنجا حرفه بیسبال را آغاز کرد. او با شماره پیراهن ۱۱ در مراسمی در دبیرستان چینو بازنشسته شد. در این مراسم، او از پدرش برای القای عشق به حرفه او و از مادرش برای بردن او به تمرینات و بازی‌ها تشکر کرد.
پیش از تبدیل شدن به بازیکن حرفه‌ای بیسبال، او در دانشگاه کالیفرنیا، برکلی در رشته جامعه‌شناسی تحصیل کرده و برای تیم بیسبال کالیفرنیا گلدن بیرز بازی کرد. در سال ۱۹۹۳، او در مسابقات بیسبال تابستانی دانشگاهی با تیم بروستر وایت‌کپ‌ها در لیگ بیسبال کیپ کاد بازی کرد و به عنوان باارزش‌ترین بازیکن لیگ معرفی شد.

## فعالیت حرفه‌ای

### مونترال اکسپوز
او فعالیت حرفه‌ای خود را با گزینش شدن در هفتمین دوره از مراسم استعدادیابی تیم مونترال اکسپوز در سال ۱۹۹۴ آغاز کرد. در دوران حضورش در تیم اکسپوز، او برای مدت کوتاهی در زمستان سال ۱۹۹۵ در لیگ بیسبال استرالیا برای تیم هانتر ایگلز بازی کرد.

### هوستون استروس
در تاریخ ۱۲ مارس ۲۰۰۲، پس از سه سال بازی در مونترال اکسپوز، او به هوستون استروس منتقل شد. در این انتقال او در ازای کریس تروبی مبادله گردید.

### تیمپای بی دیول ریز
پس از پایان فصل ۲۰۰۳، او به تیمپای بی دیول ریز منتقل شد. در سال ۲۰۰۴ نیز او در تیمپای بی دیول ریز حضور داشت و از خود عملکرد خوبی را به نمایش گذاشت.

### سن دیگو پدرز
در تاریخ ۹ دسامبر ۲۰۰۴، او به عنوان بازیکن آزاد با سن دیگو پدرز قرارداد امضا کرد. تا سال ۲۰۰۵، بلوم در ۷۸ بازی برای پدرز بازی کرده بود.

### شیکاگو وایت ساکس
در تاریخ ۳۱ ژوئیه ۲۰۰۵، او به شیکاگو وایت ساکس منتقل شد و در ازای یک بازیکن دیگر مبادله گردید. در تاریخ ۲۵ اکتبر ۲۰۰۵، بلوم با بازی خوبی که در مقابل تیم استروس داشت باعث پیروزی تیم خود شد.
در تاریخ ۱۱ آوریل ۲۰۰۸، یادبودی که به افتخار مسابقات سری جهانی ۲۰۰۵ طراحی شده بود، در استادیوم یو.اس. سلولار در شیکاگو رونمایی شد. این یادبود شامل مجسمه‌های برنزی از پنج بازیکن برتر این مسابقات است که بلوم یکی از آن‌هاست. این مجسمه به خاطر بازی تعیین‌کننده‌اش در برابر تیم استروس آن هم در زمانی که در تیم وایت ساکس بازی می‌کرد، ساخته شد. همان بازی جایگاه او را در تاریخ وایت ساکس برای همیشه تثبیت کرد.

### سن دیگو پدرز
او در سال ۲۰۰۶ به عنوان بازیکن آزاد به سن دیگو پدرز بازگشت.

### هوستون استروس
در تاریخ ۲۰ نوامبر ۲۰۰۷، بلوم قراردادی یک‌ساله به ارزش ۱٫۱ میلیون دلار با هوستون استروس امضا کرد. این قرارداد همچنین شامل گزینه‌ای برای تمدید در سال ۲۰۰۹ بود.
بلوم در سال ۲۰۰۹ قرارداد خود را با تیم استروس تمدید کرد. او در آن فصل ۱۰ امتیاز مهم را کسب کرد و علاوه بر آن ۴۹ امتیاز دیگر را نیز به ثبت رساند و به خاطر دفاع عالی‌اش در تمامی موقعیت‌های درون‌میدانی تقدیر شد.
در تاریخ ۳۰ اکتبر ۲۰۰۹، بلوم دوباره با استروس قرارداد امضا کرد. این قرارداد به ارزش ۱٫۵ میلیون دلار برای فصل ۲۰۱۰ بود و شامل گزینه‌ای برای تمدید تا سال ۲۰۱۱ به ارزش ۱٫۶۵ میلیون دلار بود که پذیرفته نشد و پس از آن او به بازیکن آزاد تبدیل شد.
بلوم در ژوئیه ۲۰۱۰ در حین پوشیدن پیراهنش پس از بازی، به آسیب‌دیدگی از ناحیه آرنج دچار شد که باعث پایان فعالیت حرفه‌ای او در آن فصل شد.

### آریزونا دایموندبکس
در تاریخ ۱۵ نوامبر ۲۰۱۰، بلوم قراردادی دوساله به ارزش ۲٫۷ میلیون دلار با آریزونا دایموندبکس امضا کرد. در دو سال حضورش در دایموندبکس، او به دلیل آسیب‌دیدگی تنها در ۴۰ بازی از ۳۲۶ بازی ممکن به میدان رفت. او در تاریخ ۲۰ ژوئیه ۲۰۱۲ از تیم دایموندبکس کنار گذاشته شد.